# Ben Williams
Benjamin Jon Williams dit Ben Williams, né le 14 avril 1977 à Canberra, est un arbitre australien de football, qui officie internationalement depuis 2005.

## Carrière
Il a officié dans des compétitions majeures : 
- Coupe d'Asie des nations de football 2015 (3 matchs)
- Coupe d'Asie des nations de football des moins de 16 ans 2006 (3 matchs)
- Ligue des champions de l'OFC 2007-2008 (finale retour)
- Coupe d'Asie des nations de football des moins de 19 ans 2008 (3 matchs)
- Jeux asiatiques de 2010 (5 matchs)
- Coupe d'Asie des nations de football 2011 (1 match)
- JO 2012 (2 matchs)
- Coupe du monde de football 2014 (3 matchs)